# Driekielstraalschildpad
De driekielstraalschildpad (Geoclemys hamiltonii) is een schildpad uit de familie Geoemydidae. De soort werd voor het eerst wetenschappelijk beschreven door John Edward Gray in 1831. Het is de enige soort uit het monotypische geslacht driekielstraalschildpadden Geoclemys.

## Uiterlijke kenmerken
De naam moet niet worden verward met de soorten driekielwaterschildpad en driekielaardschildpad. Deze soorten behoren tot andere geslachten, maar tot dezelfde familie. Wat betreft uiterlijk is er weinig verwarring mogelijk; de schildpad is gitzwart met vele ronde, witte stippen over het hele lichaam, maar vooral op de huid van de poten, kop en staart. Op het schild zijn de vlekken meer aan de zijkanten gepositioneerd of ontbreken soms geheel. Ook exemplaren die helemaal bedekt zijn met vele stippen komen voor. De stippen kunnen soms gelig zijn, vooral op het schild, maar meestal spierwit op een zwarte basiskleur, bruine of groene exemplaren komen niet voor.
Een ander typisch kenmerk zijn de drie opstaande kielen op het rugschild die niet bestaan uit een opstaande kam maar uit vier, wat naar achteren wijzende stekelachtige bulten, het schild lijkt een beetje op dat van de stralenschildpad of de alligatorschildpad. Ook wordt deze soort vrij groot en kan bijna 40 centimeter bereiken, mannetjes zijn kleiner dan vrouwtjes en hebben een dikkere staart. De staart blijft relatief klein in vergelijking met andere schildpadden.

## Verspreiding en habitat
De driekielstraalschildpad komt voor in zuidelijk Pakistan, noordelijk India en Bangladesh, waarschijnlijk ook in Nepal omdat er een exemplaar vlak bij de grens met India is aangetroffen. De schildpad leeft in het stelsel van ontelbare kreekjes en meertjes rond de rivieren Ganges en Indus. Over de habitat, de levenswijze en de voortplanting is vrijwel niets bekend, het is een vrij zeldzame soort. De schildpad duikt soms op in de handel in exotische dieren.

## Levenswijze
Het voedsel bestaat voornamelijk uit dierlijk materiaal, met name slakken. De bek is waarschijnlijk gespecialiseerd in het kraken van slakkenhuisjes. Daarnaast staan andere waterdieren en algen op het menu. Vermoed wordt dat de schildpad schemeractief is, zoals bij in gevangenschap gehouden exemplaren is beschreven.